# Incratella inermis
Incratella inermis is een vlokreeftensoort uit de familie van de Cheirocratidae. De wetenschappelijke naam van de soort is voor het eerst geldig gepubliceerd in 1967 door Ledoyer.